# 安井謙太郎
安井 謙太郎（やすい けんたろう、1991年7月21日 - ）は、日本の俳優、タレント。神奈川県出身。5人組ボーイズグループ・7ORDERのリーダー。2019年に株式会社L&L'sを設立。CEOを務めている。

## 来歴
2007年7月の舞台『滝沢演舞城2007』を観に行ったとき、友達の母親の知り合いのダンサーへの挨拶についていったところ、ジャニーズ事務所関係者に紹介されたことをきっかけにジャニーズ事務所に入所する。オーディションでの入所では無かったが、気付けばジャニー喜多川社長に、練習や舞台の見学に呼ばれるようになった。そのため、安井本人は「2007年夏頃」に入所したと公言している。またそのときの心境としては、特にジャニーズに興味は無かったが、「めったにない機会だから、やってみようかな。」と思っていた、と語っている。当時流行っていた不良ドラマに憧れを抱いていたことも芸能界入りを決めた要因であった
2011年2月12日、「Kis-My-Ftに逢えるde Show vol.3」にて、Kis-My-Ft2のCDデビュー決定についてジャニー喜多川社長が直筆で記した茶封筒を、メンバーにサプライズで渡すという大役を担った
2016年、『ジャニーズ銀座2016』ホームページの更新により、真田佑馬、森田美勇人、萩谷慧悟らとともに、ユニット・Love-tuneとして公演を行うことが発表される。結成を受けて、「グループを組めたことが嬉しい」と語った。同年4月からは髙橋優斗とともに『らじらー! サタデー』9時台のパーソナリティーを務める。
2018年11月23日公開の『ニート・ニート・ニート』で映画初主演。同作で「ゆうばり国際ファンタスティック映画祭2019」人物賞を受賞した。
2018年11月30日、有料公式サイト「ジャニーズジュニア情報局」にて、2019年3月31日付でジャニーズ事務所を退所することが発表された。
2019年5月22日、『7ORDER project』が始動。ジャニーズ時代に結成していたLove-tuneのメンバー、真田佑馬、諸星翔希、森田美勇人、萩谷慧悟、阿部顕嵐、長妻怜央の6人と合流し、7人揃っての活動を再開。
2020年4月24日、野島伸司が脚本を務める「ガチャリコフェスティバル」で舞台初主演を務める予定だったが、新型コロナウィルスの影響もあり全公演が中止となった。
2020年7月17日、7ORDERの単独ライブ「UNORDER」内コーナーの「気配切り選手権」で優勝し、リーダーに就任した。
2021年10月20日、『ヒプノシスマイク -Division Rap Battle-』の舞台版において、シブヤ・ディビジョン 「Fling Posse」のリーダー 飴村乱数役に抜擢される。

## 人物
- 愛称はやっすー、けんちゃん[20]。
- しゃべるのが得意で7ORDERではリーダー兼メインMCとしてメンバーをまとめている[21]。その話術を生かして、ジャニーズJr.時代からイベント等で司会・進行を担うことも多かった[22]。
- メンバー内で最年長ではあるが天真爛漫ではしゃぎすぎてしまうところがあり、メンバーとフェスを見に行った際はモッシュに飛び込んでいき血だらけに[23]、また最年少の長妻怜央とサウナに行った際もこけてしまい血まみれになっている[24]。年齢が違っても目線を合わせて楽しんでくれる安井のことをメンバーの長妻怜央は理想の優しいお兄ちゃんと語っている[25]。またメンバー制作の安井の誕生日ソングである「雨が始まりの合図」は、安井が雨男だと疑われているというメンバー内の鉄板ネタから発想を得ている[26]。
- Snow Manの渡辺翔太、Kis-My-Ft2の千賀健永と仲が良く、千賀軍団に所属している[27]。

### リーダーとして
7ORDERのリーダーとしての信条は、仕事で意見のぶつけ合いになったとしても、終わった後は他愛のない話をすることだと述べている。「死神遣いの事件帖」シリーズで共演した鈴木拡樹は安井のことを現場で第一声をかけてくれる存在でムードメーカーだと語っている。人を喜ばせることが全てエンターテインメントだと考えており、地域活性化事業もグループの一つのテーマに挙げている。また7ORDERと対等な立場で提携している株式会社Birdmanとの交渉窓口にもなっており、プロデューサー的な側面も持ち合わせている。

### 音楽
7ORDERではメインボーカルを務める。メンバーの森田美勇人の勧めもあり、2021年のツアー「7ORDER 武者修行TOUR」からはアコースティックギターにも挑戦している。3人組ロックバンドTempalayのドラムス藤本夏樹は中高時代の同級生であり、共に音楽談義をする仲である。

### 趣味
サウナ
サウナ好きで7ORDER内では阿部顕嵐、長妻怜央と共に『サウナ部』というものを結成している。
観葉植物
動物アレルギーがあるため、観葉植物を育ててみたところ大きく育っていく姿を見て感動したとのこと。今では自宅で8種類の植物を育てている。
SLAM DUNK
漫画「SLAM DUNK」の大ファンで完全版を全巻揃えている。陵南戦が特に好きとのこと。

### 学業
学ランに憧れて男子校に入学した。さらに一人っ子ということもあり、女性の多い現場は未だに緊張するとのこと。ちなみにそういった自分自身のことをスケベだと思っている。

## 出演
ユニットでの出演はLove-tune#出演、7ORDER#出演を参照。個人での出演のみ記載。

### テレビドラマ
- スプラウト（2012年7月7日 - 9月29日、日本テレビ） - 君嶋新太 役[39]
- Piece（2012年10月6日 - 12月29日、日本テレビ） - 小池先輩 役[40]
- BAD BOYS J（2013年4月6日 - 6月22日、日本テレビ） - 中川健二郎 役[41]
- 49（2013年10月5日 - 12月28日、日本テレビ） - 矢代健太 役[42]
- 金曜ロードSHOW! 特別ドラマ企画 仮面ティーチャー（2014年2月14日、日本テレビ） - 井川康介 役[43]
- SHARK〜2nd Season〜（2014年4月19日 - 7月13日、日本テレビ） - 進藤皓太 役[44]
- 黒服物語（2014年10月24日 - 12月12日、テレビ朝日） - 田辺昇 役[45]

### 映画
- 劇場版 BAD BOYS J -最後に守るもの- （2013年11月9日公開） - 中川健二郎 役
- ホーンテッド・キャンパス（2016年7月2日公開） - 黒沼麟太郎 役[46]
- ニート・ニート・ニート（2018年11月23日公開[47]） - 主演・レンチ 役[22]
- 死神遣いの事件帖‐傀儡夜曲‐（2020年6月12日公開）- 十蘭 役[48]
- 死神遣いの事件帖 -月花奇譚-（2022年11月18日公開）- 十蘭 役[49]
- 嘘の起源「ホワイト ライ」（2023年5月13日公開） - 優太 役[50]
- REQUIEM〜ある作曲家の物語〜（2025年2月28日公開） - 姫野光一 役[51]
- 死神遣いの事件帖 終（2025年6月13日公開） - 十蘭 役[52][53]

### バラエティ
- ガムシャラ!（2014年4月12日[54] - 2016年4月2日、テレビ朝日）[55]
- イケダンMAX（2019年6月6日 - 2020年3月26日、TOKYO MX）[56]
- 結び農縁 MUSUBI KNOW EN（2022年12月30日・31日、さんいん中央テレビ）[57]

### CM
- サーティワンアイスクリーム 真夏の雪だるま大作戦（2012年） - ジャニーズJr.の一員として出演[58]

### ラジオ
- らじらー! サタデー（2016年4月2日 - 2019年3月30日、NHKラジオ第一）[12][59]

### ラジオドラマ
- 劇ラヂ!ライブ2017「罪男と罰男」（2017年5月5日、NHKラジオ第1・NHKラジオジャパン） - 森日出男 役[60][61]

### 舞台
- 滝沢歌舞伎 -TAKIZAWA KABUKI-（2010年4月4日 - 5月8日、日生劇場）[62]
- 少年たち Jail in the Sky（2012年9月4日 - 26日、日生劇場）[63]
- ジャニーズ銀座
  - Live Houseジャニーズ銀座［ジャニーズJr.〈〈Part2〉〉］（2013年5月17日 - 19日、シアタークリエ）[64]
  - ジャニーズ銀座 2014〔ジャニーズJr.〈Part1 & Part2〉〕（2014年5月9日 - 11日・28日・29日、シアタークリエ）[65][66]
  - ジャニーズ銀座 2015（2015年5月23日　-　25日、シアタークリエ）[67]
- ANOTHER（2013年9月4日 - 28日、日生劇場）[68][69]
- なにわ侍 ハローTOKYO!!（2014年2月5日 - 28日、日生劇場）[70]
- オーシャンズ11（2014年6月9日 - 7月6日、東急シアターオーブ） - バージル・モロイ 役[71]
- 2015新春 JOHNNYS' World（2015年1月1日 - 27日、帝国劇場）[72]
- 三婆（2016年11月1日 - 27日、新橋演舞場） - 辰夫 役[73]
- ガチャリコフェスティバル（2020年4月24日 - 5月10日、日本青年館）- 主演・お兄ちゃん 役[16]※新型コロナウィルス感染症の影響で全公演中止[17]
- 死神遣いの事件帖-鎮魂侠曲-（2020年7月23日 - 8月2日、サンシャイン劇場 / 8月5日 - 9日、梅田芸術劇場 シアター・ドラマシティ / 8月13日、福岡サンパレス / 8月15日、上野学園ホール） - 十蘭 役[74]
  - 死神遣いの事件帖 終（2025年8月7日 - 17日、サンシャイン劇場 / 8月21日 、福岡サンパレス / 8月30日・31日、梅田芸術劇場 シアター・ドラマシティ / 9月5日・6日、こまつ芸術劇場うらら 大ホール / 9月13日 - 15日、京都劇場）[52][75]
- 演劇の毛利さん–The Entertainment Theater Vol.0 リーディングシアター『星の王子さま』・『夜間飛行』（2021年1月16日、サンシャイン劇場）[76]
- 『ヒプノシスマイク -Division Rap Battle-』 Rule the Stage - 飴村乱数 役
  - 『ヒプノシスマイク -Division Rap Battle-』 Rule the Stage -track.5-（2022年1月7日 - 9日、メルパルクホール大阪 / 1月27日 - 2月6日、TOKYO DOME CITY HALL）[19]
  - 『ヒプノシスマイク -Division Rap Battle-』 Rule the Stage -Mix Tape1-（2022年7月14日 - 18日、TOKYO DOME CITY HALL）[77]
  - 『ヒプノシスマイク -Division Rap Battle-』 Rule the Stage  -Rep LIVE- side F.P（2022年7月23日、Zepp Sapporo / 7月29日 - 31日、Zepp Haneda / 8月2日・3日、Zepp Nagoya)[78]
- 朗読劇 私の頭の中の消しゴム 13th Letter（2022年7月27日・28日、よみうり大手町ホール）[79]
- 朗読劇「Nのために」（2023年10月15日、山野ホール） - 成瀬慎司 役[80]
- 朗読劇「恋空」（2024年6月9日、シアター1010） - 桜井弘樹（ヒロ） 役[81]
- 朗読劇「あの花が咲く丘で、君とまた出会えたら。」（2025年7月3日〈予定〉、シアター1010） - 彰 役[82]

### コンサート
- フレッシュジャニーズJr. IN 横浜アリーナ（2012年12月16日、横浜アリーナ）
- ガムシャラ J's Party!!
  - Vol.1（2014年2月1日・2日、EXシアター六本木）[83]
  - Vol.2（2014年3月26日 - 28日、EXシアター六本木）
  - Vol.3（2014年4月16日、17日、EXシアター六本木）- MC出演
  - Vol.8（2015年2月19日 - 21日、EXシアター六本木）
- ガムシャラSexy夏祭り!!（2014年7月30日 - 8月10日、EXシアター六本木）- MC出演
- ガムシャラ!サマーステーション[チーム覇]（2015年7月23日 - 8月16日、EXシアター六本木）
- Summer Paradise [風 is a Doll?]（2015年8月2日 - 5日、東京ドームシティホール）[84]

## 作品
グループでの作品は7ORDER#作品を参照。個人での出演のみ記載。
- 『ヒプノシスマイク-Division Rap Battle-』Rule the Stage 音楽アルバム「Turn up the Stage」（2022年4月27日、キングレコード）[85]